# Bachirou Nikiéma
Pour les articles homonymes, voir Nikiema.
Bachirou Nikiéma, né le 21 janvier 1997 à Ouagadougou, est un coureur cycliste burkinabé, membre de l'Union Sportive des Forces Armées.

## Biographie
Bachirou Nikiéma connait ses premières sélections en équipe nationale du Burkina Faso en 2016. En 2018, il se révèle lors du Tour du Faso en réalisant quatre tops 10. En octobre, il remporte deux étapes puis la victoire finale du Tour de Guinée, avec en prime les titres de meilleur grimpeur et de meilleur sprinteur.
En 2019, il réalise deux podiums d'étape sur le Tour du Togo au mois d'avril. En août, il s'impose sur la dernière étape du Tour de la République démocratique du Congo, dans la capitale Kinshasa,. Peu de temps après, il participe aux Jeux africains de Casablanca, où il termine dixième de la course en ligne. En septembre, il se classe troisième de la première étape du Tour de Côte d'Ivoire, puis remporte le Grand Prix de la ville d'Abidjan.
En 2023, il est médaillé de bronze du championnat d'Afrique du contre-la-montre par équipes mixtes.

## Palmarès
- 2018
  - Tour de Guinée :
    - Classement général
    - 3e et 4e étapes
- 2019
  - 6e étape du Tour de la République démocratique du Congo
  - Grand Prix de la ville d'Abidjan
  - Coupe du Pédale du Président du Faso
  - 9e et 10e étapes du Tour du Faso
  - 1re, 2e, 4e et 5e étapes du Tour de Guinée
  - 2e du championnat du Burkina Faso sur route espoirs
  - 2e du Tour de Guinée
- 2021
  - 2e du championnat du Burkina Faso sur route
  - 3e étape du Tour du Mali
- 2022
  - 5e étape du Tour du Bénin
- 2023
  -  Médaillé de bronze du championnat d'Afrique du contre-la-montre par équipes mixtes

## Classements mondiaux
| Année                                 | 2019  | 2020 | 2021 | 2022  | 2023  |
| ------------------------------------- | ----- | ---- | ---- | ----- | ----- |
| Classement mondial                    | 1179e | 852e | 778e | 1922e | 1848e |
| UCI Africa Tour                       | 61e   | 29e  | 32e  | 113e  | nc    |
|                                       |       |      |      |       |       |
| Légende : nc = non classéSource : UCI |       |      |      |       |       |